# Vought F6U Pirate
Vought F6U Pirate là một loại máy bay tiêm kích do công ty Vought tự thiết kế danh cho Hải quân Hoa Kỳ giữa thập niên 1940.

## Xem thêm

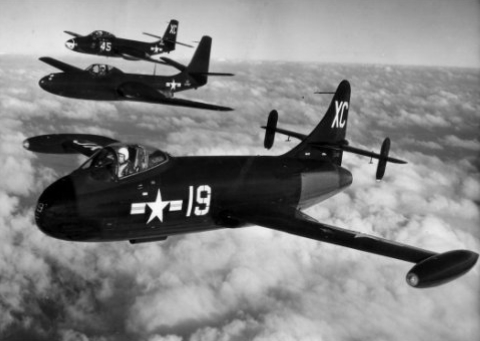
F6U (trước) với các đối thủ cạnh tranh là FH Phantom (giữa) và F2H Banshee (sau).

## Biến thể
XF6U-1
F6U-1
F6U-1P

## Quốc gia sử dụng
Hoa Kỳ
- Hải quân Hoa Kỳ

## Tính năng kỹ chiến thuật (F6U-1)
Dữ liệu lấy từ The Complete Book of Fighters 
Đặc điểm tổng quát
- Tổ lái: 1
- Chiều dài: 37 ft 7 in (11,46 m)
- Sải cánh: 32 ft 10 in (10 m)
- Chiều cao: 12 ft 11 in (3,39 m)
- Diện tích cánh: 203,4 ft² (18,9 m²)
- Trọng lượng rỗng: 7.320 lb (3.320 kg)
- Trọng lượng có tải: 12.900 lb (5.850 kg)
- Động cơ: 1 × Westinghouse J34-WE-30A kiểu động cơ tuabin phản lực
  - Lực đẩy thô: 3.150 lbf (14 kN)
  - Lực đẩy khi đốt tăng lực: 4.224 lbf (18,78 kN)

 Hiệu suất bay 
- Vận tốc cực đại: 596 mph (517 kn, 959 km/h)
- Tầm bay: 1.170 mi (1.020 nmi, 1.880 km)
- Trần bay: 46.260 ft (14.100 m)
- Vận tốc leo cao: 8.060 ft/phút (40,95 m/s)
- Tải trên cánh: 63,4 lb/ft² (304 kg/m²)
- Lực đẩy/trọng lượng: 0,327

Trang bị vũ khí

- Súng: 4 × pháo M3n 20 mm (0.79 in)